# Neotrichia collata
Neotrichia collata är en nattsländeart som beskrevs av Morton 1905. Neotrichia collata ingår i släktet Neotrichia och familjen smånattsländor. Inga underarter finns listade i Catalogue of Life.